# Alfredo de Sousa
Alfredo António de Sousa GOSE • GOIH (1931–1994) foi um economista português.

## Biografia

### Formação académica
Ingressa na licenciatura em Economia do Instituto Superior de Ciências Económicas e Financeiras (ISCEF – hoje, Instituto Superior de Economia e Gestão (ISEG) - da Universidade Técnica de Lisboa, formando-se com uma excepcional média de 16 valores, recebendo prémios pela sua prestação em várias cadeiras e a distinção de melhor aluno do curso. Torna-se assistente no Instituto Superior de Ciências Sociais e Políticas da mesma Universidade, até 1964, altura em que decide enveredar pelo doutoramento em Paris, onde, mais uma vez, obtém uma classificação extraordinária: 20 valores.

### Carreira profissional
Em 1973 entra como Professor Catedrático no ISCTE da Universidade de Lisboa, sendo igualmente nomeado vogal da Comissão Instaladora da Universidade Nova de Lisboa. Dois anos depois, passa a dedicar-se exclusivamente à referida Universidade Nova de Lisboa, como Professor Catedrático, presidindo, em 1977, à Comissão Instaladora da respectiva Faculdade de Economia. Em 1979, assume o cargo de Director, onde permanece durante 3 anos; é da sua visão que surge este empreendimento.
O seu trabalho como director assume-se fulcral para a sociedade portuguesa e para a constituição duma geração de profissionais do ramo da Economia competentes em Portugal.[carece de fontes?]
Foi deputado à Assembleia Constituinte de 1975 pelo então Partido Popular Democrático (PPD).
A 13 de Julho de 1981 foi feito Grande-Oficial da Ordem do Infante D. Henrique.
Fundou, em 1988, a Companhia Portuguesa de Rating (CPR), que presidiu até à sua morte por atropelamento em 1994.
A 9 de Junho de 1994 foi feito Grande-Oficial da Antiga, Nobilíssima e Esclarecida Ordem Militar de Sant'Iago da Espada, do Mérito Científico, Literário e Artístico a título póstumo.